# Hess' lov
Hess' Lov er en lov inden for den fysiske kemi, der blev fremsat af Germain Henri Hess i 1840. Hess' lov anvendes til at forudsige entalpiændringer for kemiske reaktioner. 

## Loven
Ifølge loven kan entalpiændringen {\displaystyle \Delta _{r}H^{\ominus }} for en reaktion beregnes, hvis den kan deles op i delreaktioner med kendte entalpiændringer. Entalpien er således uafhængig af vej og dermed en tilstandsfunktion.
Som et udbredt specialtilfælde af loven, kan dannelsesentalpien {\displaystyle \Delta _{f}H^{\ominus }} for produkterne og reaktanterne bruges. Dannelsesentalpien er entalpiændringen, hvis reaktanterne er grundstoffer. For en generel reaktion
{\displaystyle {\ce {{\mathit {\alpha }}_{1}R1{}+\alpha _{2}R2{}+...+\alpha _{\mathit {i}}R_{\mathit {i}}{}+...\rightarrow \nu _{1}P1{}+\nu _{2}P2{}+...+\nu _{\mathit {j}}P_{\mathit {j}}{}+...}}}
er entalpiændringen altså givet ved
{\displaystyle \Delta _{r}H^{\ominus }=\underbrace {\sum _{j}\nu _{j}\Delta _{f}H_{j}^{\ominus }} _{\text{produkter}}-\underbrace {\sum _{i}\alpha _{i}\Delta _{f}H_{i}^{\ominus }} _{\text{reaktanter}}}
hvor den samlede dannelsesentalpi for reaktanterne trækkes fra produkternes dannelsesentalpi.